# Факультет прикладної математики та інформатики Львівського національного університету імені Івана Франка

## Історія
Факультет прикладної математики та інформатики розпочинає відлік своєї історії від 1956—1957 навчального року, коли на базі кафедри математичного аналізу механіко-математичного факультету група студентів під керівництвом проф. О.М. Костовського розпочала підготовку з обчислювальної математики та програмування. Перший випуск спеціалістів з цієї спеціальності відбувся у 1959 році. Значна частина випускників була скерована в Інститут кібернетики АН України (м.Київ). В той час він ще називався Обчислювальним центром Академії наук України, який був заснований у 1957 році академіком В.М. Глушковим.
У 1959 році у Львівському університеті була встановлена перша в Західному регіоні електронно-обчислювальна машина «Урал-1» і був організований обчислювальний центр. З того часу у Львівському університеті розпочався інтенсивний розвиток наукових робіт в галузі прикладної математики, обчислювальної математики та інформатики. Це були роботи як фундаментального характеру, пов'язані з розвитком числових методів, так і прикладних характеру, пов'язані з розвитком електронного приладобудування та машинобудування.
У 1975 році у Львівському університеті був відкритий факультет прикладної математики та механіки. Факультет об'єднав кафедри обчислювальної математики, прикладної математики, теорії оптимальних процесів та механіки. Після переведення 1988 кафедри механіки до складу математичного факультету, перейменовано на факультет прикладної математики, а з 1990 року — на факультет прикладної математики та інформатики. Деканами факультету були професори О.М. Костовський (1975–78)  Д.В. Гриліцький (1978–87), М.Я. Бартіш (1987—1996), Я.Г. Савула (1996–2016). З 2016 року факультет очолює професор І.І. Дияк.
Наукову роботу на факультеті ведуть у галузі фундаментальних і прикладних досліджень, зокрема, науковою школою «Числове моделювання й оптимізація фізико-механічних полів» та наукових напрямів: числові методи розв'язування нелінійних операторних рівнянь і задач на екстремум, числові методи розв'язування інтегральних рівнянь, теоретична кібернетика. З 1993 факультет щорічно проводить Всеукраїнську конференцію «Сучасні проблеми прикладної математики та інформатики». Результати наукових досліджень публікують у вітчизняних та зарубіжних наукових виданнях. Головне наукове видання факультету — «Вісник Львівського університету. Серія прикладна математика та інформатика».
Викладачі факультету прикладної математики та інформатики постійно надають допомогу середнім школам Львова і області в організації вивчення інформатики, у проведенні міської та обласної олімпіади з інформатики, ведуть навчальні курси у спеціалізованих школах Львова та інших міст.
Для навчання студентів у розпорядженні факультету десять комп'ютерних класів, обладнаних сучасними комп'ютерами з швидкісним доступом до мережі Інтернет, мультимедійними проекторами та ліцензійним програмним забезпеченням (наданим зокрема, корпорацією Microsoft в рамках програми співпраці з навчальними закладами Microsoft Developer Network Academic Alliance, фірмою ESRI (програмне забезпечення для проектування та побудови геоінформаційних систем)).
З 1997 року на факультеті щорічно проводять Всеукраїнську (з 2002 року — Міжнародну) студентську наукову конференцію з прикладної математики та інформатики. Найвагоміші результати досліджень студентів публікують у наукових журналах. У  квітні 2008 року команда студентів факультету виборола Золоту медаль у фіналі Всесвітньої олімпіади з програмування в Канаді. В історії України такий успіх на студентській олімпіаді з програмування вдалося досягти вперше. З того часу на факультеті постійно працює спільнота "Коледж алгоритмічного програмування", студенти-слухачі якого досягають вагомих успіхів на змаганнях з програмування різних рівнів, а у 2016 році студентська команда факультету була відзначена Бронзовою медаллю Всесвітньої олімпіади з програмування у Таїланді.

## Кафедри
Сьогодні у складі факультету 8 кафедр: кафедра обчислювальної математики, кафедра прикладної математики, кафедра теорії оптимальних процесів, кафедра програмування, кафедра інформаційних систем, кафедра математичного моделювання соціально-економічних процесів, кафедра дискретного аналізу та інтелектуальних систем, кафедра кібербезпеки.

### Кафедра обчислювальної математики
Кафедра обчислювальної математики заснована 1960 на механіко-математичному факультеті з ініціативи ректора Львівського університету проф. М.Максимовича. Була однією з перших у колишньому СРСР і першою в західних областях України. У різні роки її очолювали: професор О.М. Костовський (1960–78); доцент А.І. Кардаш (1978–83); доцент Й.В. Людкевич (1983–91); доцент І.І. Чулик (1991–93); професор Г.Г. Цегелик (1993—2000); професор Р.С. Хапко (з 2000). На кафедрі сформувалися такі наукові напрями: діаграми та мажоранти Ньютона функцій багатьох змінних (науковий керівник професор О.Костовський); числове розв'язування граничних задач математичної фізики (науковий керівник доцент Й.В. Людкевич). Тепер на кафедрі, під керівництвом професора Р.С. Хапка, проводиться робота з розробки математичного та програмного забезпечення для ефективного розв'язування ряду практично необхідних та перспективно важливих граничних задач для рівнянь Лапласа, теплопровідності та телеграфного на основі методів теорії потенціалу; розв'язування задач лінійної алгебри, рівнянь математичної фізики i задач апроксимації.

### Кафедра прикладної математики
Кафедра прикладної математики створена у 1963 році на механіко-математичному факультеті як кафедра загальної механіки та гідроаеромеханіки, 1970 перейменовано на кафедру прикладної математики. Її очолювали професор Н.П. Флейшман (1963-88); проф. Я.Г. Савула (1988-2022); доц. Ю.О. Ящук (з 2022). На кафедрі сформувався науковий напрям з проблем математичного і комп'ютерного моделювання та оптимізації фізико-механічних полів у суцільних середовищах. Цей науковий напрям базується на науковому доробку професорів Н.П. Флейшмана і Я.Г. Савули та їх учнів. Сучасний період діяльності кафедри характеризується дослідженнями варіаційно-проєкційних методів, методів скінченних та граничних елементів та їх застосуваннями до аналізу та оптимального управління фізико-механічних полів. Ведеться наукова робота в галузі чисельного моделювання розв'язків прикладних задач різної природи на основі гетерогенних математичних моделей та використанні гібридних схем методів скінченних та граничних елементів; в галузі чисельного аналізу нелінійних задач математичної фізики з застосуванням до теорії оболонок, теорії пластичності та до моделювання процесів переносу у плазмі. Наукові розробки націлені на їх використання в науці, техніці а також для моделювання в екології та медицині. 

### Кафедра теорії оптимальних процесів
Кафедра теорії оптимальних процесів створена у 1973 році. Її очолювали: доцент З.О. Мельник (1973-75), професор М.Я. Бартіш (1975-86, 1991-2018), професор Ю.М. Щербина (1986-91), професор С.М. Шахно (з 2018). Під керівництвом професора М.Я. Бартіша на кафедрі сформувався науковий напрямок у галузі розв'язування нелінійних функціональних рівнянь і задач на екстремум. На основі розробленої загальної схеми методів типу Ньютона-Канторовича для функціональних рівнянь досліджуються нові обчислювальні методи, розгорнуті дослідження з інтервального аналізу та інтервальних методів. Проводиться робота з теорії та методів нелінійного програмування, оптимального керування, розробляються методи розв'язування нелінійної задачі про найменші квадрати, розв'язуються різні технічні та економічні задачі на основі оптимізаційних математичних моделей. 

### Кафедра програмування
Кафедра програмування заснована у 1989 році на факультеті прикладної математики та інформатики. Її очолювали: професор М. Войтович (1989-1999); професор В. Височанський (1999-2011); доцент С Ярошко (з 2011). Колектив кафедри веде наукові дослідження в галузі математичного і програмного забезпечення обчислювальних машин і систем. Головними напрямками цих наукових досліджень є такі: розвиток числових методів для розв'язування прямих та обернених, нелінійних і некоректних задач математичної фізики теорії нелінійних та сингулярних інтегральних рівнянь; розробка та аналіз паралельних алгоритмів і програм для задач чисельного аналізу, обробки експериментальних даних, побудови систолічних структур багатопроцесорних обчислювальних систем; розробка методичних, навчальних та прикладних програмних засобів для забезпечення курсів інформатики у середній школі; аналіз та побудова алгоритмів i програм для забезпечення надійності та якості програмного забезпечення.

### Кафедра інформаційних систем
Кафедра інформаційних систем заснована у 1995 році. Від заснування кафедру очолює професор Г. А. Шинкаренко. Наукова проблематика кафедри охоплює питання розробки математичного та програмного забезпечення проблемно-орієнтованих систем, серед яких найбільша увага приділяється: проектуванню та програмній реалізації проєкційно-сіткових схем для проведення обчислювального експерименту в еволюційних задачах взаємодії фізико-механічних полів (електромагнітних та механічних полів в піро- та п'єзоелектриках; температурних та механічних полів в пружних тілах, оболонках та рідинах; акустичної взаємодії рідин з пружними тілами та оболонками) та задачах міграції домішок в атмосфері, поверхневих, приповерхневих та ґрунтових водах; проектуванню інформаційно-аналітичних та геоінформаційних систем для ведення земельного i містобудівного кадастрів, моніторингу та охорони природних ресурсів; проектуванню та побудові інформаційних систем в корпоративних мережах на базі архітектури «клієнт-сервер».

### Кафедра математичного моделювання соціально-економічних процесів
Кафедру математичного моделювання соціально-економічних процесів створено у 2000 році. Її очолювали професор Г. Г. Цегелик (2000-2017), професор П.С. Сеньо (з 2017). Наукова тематика кафедри охоплює проблеми оптимізації сучасних інформаційних технологій, математичне моделювання інформаційних, економічних і соціальних процесів, теорію некласичних мажорант і діаграм Ньютона та її використання для побудови нових чисельних методів розв'язування задач алгебри, математичного аналізу, диференціальних рівнянь та рівнянь математичної фізики.

### Кафедра дискретного аналізу та інтелектуальних систем
Кафедру дискретного аналізу та інтелектуальних систем створено у 2004 році. Від заснування кафедру очолює професор М. М. Притула. На кафедрі розвиваються наукові напрями — чисельний аналіз лінійних та нелінійних динамічних систем, алгоритмізація процесів прийняття рішень. Наукові дослідження кафедри: методи інтегровності нелінійних динамічних систем на функціональних многовидах; теорія і методи нелінійного програмування; системи штучного інтелекту.

### Кафедра кібербезпеки
Кафедру кібербезпеки засновано у 2022 році. Від заснування кафедру очолює професор П. С. Венгерський.

## Спеціальності та освітні програми
Факультет готує фахівців освітніх рівнів бакалавр та магістр за спеціальностями:
- 014 Середня освіта (спеціалізація - інформатика)
- 113 Прикладна математика
- 122 Комп'ютерні науки
- 124 Системний аналіз (спеціалізації – інтелектуальний аналіз даних (Data Science); системний аналіз і управління)
- 125 Кібербезпека

Освітні програми та навчальні плани розробляються та оновлюються у співпраці з експертами Львівського ІТ-кластеру.

## Випускники факультету
Серед випускників факультету цілий ряд засновників та керівників відомих ІТ-компаній Softserve, Intellias, N-iX, Symphony Solutions, Nravo, ABTO Software, Devcom, KindGeek, Inoxoft, Leobit, BotsCrew та інших. Випускники факультету працюють у офісах міжнародних компаній Microsoft, Google, Apple, Facebook, Amazon, IBM, Hewlett-Packard та інших. Значна кількість випускників — науковці та викладачі в університетах Європи, США та України, а також в наукових інституціях Академії наук України. Серед випускників соціальних професій — Галина Скіпальська, директорка представництва HealthRight International в Україні.